# 約克鎮區 (愛荷華州愛荷華縣)
約克鎮區（英語：York Township）是位於美國愛荷華州愛荷華縣的一個行政鎮區。

## 地方資料
根據2010年美國人口普查的數據，約克鎮區的面積為92.63平方千米，當中陸地面積為92.59平方千米，而水域面積為0.04平方千米。當地共有人口1029人，而人口密度為每平方千米11.11人。